# Jirikhinti
Jirikhinti (nep. जिरिखिम्ती) – gaun wikas samiti we wschodniej części Nepalu w strefie Kośi w dystrykcie Terhathum. Według nepalskiego spisu powszechnego z 2001 roku liczył on 633 gospodarstw domowych i 3445 mieszkańców (1769 kobiet i 1676 mężczyzn).